# Ллойд, Карли (волейболистка)
Карли Эллен Ллойд (англ. Carli Ellen Lloyd, род. 6 августа 1989 года, Фолбрук, округ Сан-Диего, штат Калифорния, США) — американская волейболистка, связующая. Бронзовый призёр Олимпийских игр 2016.

## Биография
Начала заниматься волейболом в средней школе города Фолбрук (Калифорния). В 2007 году поступила в Калифорнийский университет в Беркли, с волейбольной командой которого дважды становилась призёром чемпионата Национальной ассоциации студенческого спорта (англ. National Collegiate Athletic Association, сокр. NCAA).
С 2010 года выступала за профессиональные команды Италии, Азербайджана, Бразилии, Турции и Пуэрто-Рико, не задерживаясь ни в одной из них более, чем на два сезона. В их составах неоднократно становилась победителем и призёром национальных чемпионатов и розыгрышей Кубков, а также обладателем Кубка ЕКВ 2012. В 2024 году вернулась в США, где заключила контракт с командой «Остин», с которой выиграла «золото» вновь образованной League One Volleyball (LOVB).
В 2011—2019 выступала за национальную сборную США, в составе которой в 2016 выиграла «бронзу» Олимпийских игр, участвовала в чемпионате мира 2018), становилась победителем и призёром других международных соревнований мирового и континентального уровня. 

### Клубная карьера
- 2007—2010 —  Калифорнийский университет (Беркли);
- 2011—2013 —  «Унендо-Ямамай» (Бусто-Арсицио);
- 2013—2014 —  «Имоко Воллей» (Конельяно);
- 2014—2015 —  «Локомотив» (Баку);
- 2015—2017 —  «Поми» (Казальмаджоре);
- 2017—2018 —  «Иноде-Баруэри» (Баруэри);
- 2018—2019 —  «Дентил/Прая Клубе» (Уберландия);
- 2019—2020 —  «Эджзаджибаши» (Стамбул);
- 2020—2021 —  «Эпиу» (Казальмаджоре);
- 2022—2023 —  «Унет-Ямамай» (Бусто-Арсицио);
- 2023—2024 —  «Кангрехерас де Сантурсе» (Сан-Хуан);
- с 2024 —  «Остин» (Остин) — LOVB.

## Достижения

### Со сборной США
- бронзовый призёр Олимпийских игр 2016.
- бронзовый призёр Всемирного Кубка чемпионов 2017.
- серебряный призёр Мирового Гран-При 2016.
- победитель Лиги наций 2018.
- чемпионка Панамериканских игр 2015;
  - серебряный призёр Панамериканских игр 2011
- двукратный победитель розыгрышей Панамериканского Кубка — 2012, 2015;
  - серебряный призёр Панамериканского Кубка 2014.

### С клубами
- серебряный (2010) и бронзовый (2007) призёр чемпионатов Национальной ассоциации студенческого спорта (NCAA).
- чемпионка Италии 2012;
  - двукратный бронзовый призёр чемпионатов Италии — 2013, 2014.
- победитель розыгрыша Кубка Италии 2012.
- двукратный обладатель Суперкубка Италии — 2012, 2015.
- серебряный призёр чемпионата Азербайджана 2015.
- серебряный призёр чемпионата Бразилии 2019.
- серебряный призёр розыгрыша Кубка Бразилии 2019.
- обладатель Суперкубка Бразилии 2018.
- обладатель Суперкубка Турции 2019.
- чемпионка Пуэрто-Рико 2024.
- чемпионка США (LOVB) 2025.

- серебряный призёр клубного чемпионата мира 2016.
- победитель Лиги чемпионов ЕКВ 2016;
  - бронзовый призёр Лиги чемпионов ЕКВ 2013
- победитель розыгрыша Кубка Европейской конфедерации волейбола 2012.
- серебряный призёр клубного чемпионата Южной Америки 2019.

### Индивидуальные
- 2010: MVP и лучшая связующая чемпионата NCAA.
- 2015: лучшая связующая розыгрыша Панамериканского Кубка.
- 2015: MVP и лучшая связующая Панамериканских игр.
- 2016: лучшая связующая Лиги чемпионов ЕКВ.
- 2016: лучшая связующая клубного чемпионата мира.
- 2024: лучшая связующая чемпионата Пуэрто-Рико.

## Семья
- Муж — бывший американский волейболист Райли Маккиббин.
- Дочь — Сторм (род. 2021)[1].